# Sopot Festival 1964
Sopot Festival 1964 – 4. edycja festiwalu muzycznego odbywającego się w Sopocie. Festiwal został zorganizowany w Operze Leśnej 6 sierpnia oraz 12–14 sierpnia 1964 roku przez Polską Agencję Artystyczną PAGART oraz Polskie Radio. Konkurs prowadzili Elżbieta Czyżewska i Lucjan Kydryński. Zwyciężyła reprezentantka Grecji Nandia Konstandopulu.

## Przebieg konkursu
W przeciwieństwie do poprzednich widowisk, festiwal sopocki w 1964 roku został zorganizowany w Operze Leśnej w Sopocie. Wydarzenie zostało podzielone na trzy dni koncertowe. Pierwszego dnia, tj. 12 sierpnia, rozegrano finał międzynarodowy; dzień później odbył się finał polski, a ostatniego dnia – koncert Piosenka nie zna granic. Cały festiwal został poprzedzony polskimi eliminacjami, które zorganizowano 6 sierpnia. Podczas wszystkich czterech koncertów zagrały dwie orkiestry Polskiego Radia: Symfoniczna pod dyrekcją Stefana Rachonia oraz Jazzowa pod dyrekcją Andrzeja Kurylewicza, w trakcie widowiska zaprezentował się także zespół Czerwono-Czarni.
Sędziowie przyznali nagrody w dwóch kategoriach Nagroda za dzieło i Nagroda za interpretację. Nandia Konstandopulu za wykonanie utworu „Je te remercie, mon coeur”, otrzymała łącznie 214 punktów. W trakcie widowiska wręczone zostały także takie wyróżnienia, jak Nagroda ZAKR oraz Nagroda Światowej Federacji Młodzieży Demokratycznej.

## Wyniki

### Półfinał (eliminacje polskie)
Polskie eliminacje do festiwalu odbyły się 6 sierpnia 1964 roku, wystąpiło wówczas szesnastu polskich wykonawców. Wyróżnienie zdobyli zdobywcy pierwszych trzech miejsc, a nagrody przyznano w kategorii Nagroda za dzieło. Pierwszą nagrodę odebrała Anna German za utwór „Tańczące Eurydyki” autorstwa Ewy Rzemienieckiej, Aleksandra Wojciechowskiego i Katarzyny Gärtner.
|    | Język  | Wykonawca             | Tytuł                                 | Miejsce | Punkty |
| -- | ------ | --------------------- | ------------------------------------- | ------- | ------ |
| 1  | polski | Witold Antkowiak      | „Czy pamiętasz ten dom”               | –       | –      |
| 1  | polski | Witold Antkowiak      | „To właśnie ty, tylko ty”             | –       | –      |
| 2  | polski | Bronisława Baranowska | „Dziewczyna WOP-isty”                 | 3       | 16     |
| 2  | polski | Bronisława Baranowska | „Kirasjerzy”                          | 3       | 16     |
| 3  | polski | Michaj Burano         | „Syg-Sygedyr”                         | –       | –      |
| 4  | polski | Ewa Demarczyk         | „Grande valse brillante”              | 2       | 20     |
| 5  | polski | Fryderyka Elkana      | „Piosenka przedmieścia”               | –       | –      |
| 5  | polski | Fryderyka Elkana      | „Znad białych wydm”                   | –       | –      |
| 6  | polski | Anna German           | „Tańczące Eurydyki”                   | 1       | 24     |
| 7  | polski | Marian Kawski         | „Spóźniony zmierzch”                  | –       | –      |
| 8  | polski | Krystyna Konarska     | „Nie ma już mojej miłości”            | –       | –      |
| 9  | polski | Marta Kotowska        | „Nie twoje kroki”                     | –       | –      |
| 10 | polski | Mira Kubasińska       | „Powtarzaj mi”                        | –       | –      |
| 11 | polski | Halina Kunicka        | „Chłopcy z obcych mórz”               | –       | –      |
| 11 | polski | Halina Kunicka        | „Przyjdzie na to czas”                | –       | –      |
| 12 | polski | Regina Pisarek        | „Nie powinnam wierzyć”                | –       | –      |
| 13 | polski | Katarzyna Sobczyk     | „O mnie się nie martw”                | –       | –      |
| 13 | polski | Katarzyna Sobczyk     | „Ona ma dwadzieścia lat”              | –       | –      |
| 14 | polski | Karin Stanek          | „Autostop”                            | –       | –      |
| 15 | polski | Jadwiga Strzelecka    | „Z kim tak ci będzie źle jak ze mną?” | –       | –      |
| 16 | polski | Tadeusz Woźniakowski  | „Ballada bieszczadzka”                | –       | –      |
| 16 | polski | Tadeusz Woźniakowski  | „Drugi brzeg”                         | –       | –      |

### Finał międzynarodowy
Finał międzynarodowy odbył się 12 sierpnia 1964 roku, wystąpili w nim wówczas reprezentanci dwudziestu trzech krajów. Wyróżnienie zdobyli zdobywcy pierwszych trzech miejsc, a nagrody przyznano w kategorii Nagroda za dzieło. Pierwszą nagrodę odebrała reprezentantka Grecji Nandia Konstandopulu za utwór „Je te remercie mon coeur”, który napisała we współpracy z Takisem Morakisem.
|   | Kraj            | Język        | Wykonawca            | Tytuł                     | Miejsce                  | Punkty |
| - | --------------- | ------------ | -------------------- | ------------------------- | ------------------------ | ------ |
| 1 | Meksyk          | hiszpański   | Alejandro Alagara    | „Que bonita es mi tierra” | 21                       | 5      |
| 2 | Włochy          | włoski       | Elsa Bertuzzi        | „O mio signore”           | 16                       | 23     |
| 3 | Monako          | francuski    | Frida Boccara        | „Je suis venu de loin”    | 13                       | 29     |
| 4 | Belgia          | niderlandzki | Lily Castel          | „Sinds je wegging”        | 12                       | 37     |
| 5 | Wielka Brytania | angielski    | Johnny Christian     | „Blind Corner”            | 20                       | 12     |
| 6 | Grecja          | francuski    | Nandia Konstandopulu | class="wikitable"         | "S'efharisto kardia mou" |        |

| align="center" | 1 ||align=center| 214
|-
| 7 ||  Rumunia || rumuński || Constantin Draghici || „Esti dragoste meo” ||align=center| 11 ||align=center| 38
|-
| 8 ||  Dominikana || hiszpański || Alvarah Gomez || „Saona” ||align=center| 17 ||align=center| 21
|- bgcolor="tan"
| 9 ||  Polska || polski || Anna German || „Tańczące Eurydyki” ||align=center| 3 ||align=center| 140
|-
| 10 ||  Czechosłowacja || francuski || Karel Gott || „Monsieur Gaugin” ||align=center| 9 ||align=center| 43
|-
| 11 ||  Finlandia || fiński || Laila Halme || „Sadun Sininen” ||align=center| 19 ||align=center| 15
|-
| 12 ||  Jugosławia || serbsko-chorwacki || Dušan Jakšić || „Ostisla sa lastama” ||align=center| 10 ||align=center| 42
|- bgcolor="silver"
| 13 ||  Kanada || angielski || Pauline Julien || „Jack Monloy” ||align=center| 2 ||align=center| 176
|-
| 14 ||  ZSRR || rosyjski || Iosif Kobzon || „Plit Borna” ||align=center| 5 ||align=center| 54
|-
| 15 ||  RFN || niemiecki || René Kollo || „Wie von Wind werweht” ||align=center| 6 ||align=center| 49
|-
| 16 ||  Norwegia || norweski || Bärbel Luni || „Naer det var egjen” ||align=center| 15 ||align=center| 25
|-
| 17 ||  Bułgaria || francuski || Margaretta Nikołowa || „Nous sommes de nouveau amoureux” ||align=center| 14 ||align=center| 26
|-
| 18 ||  Austria || niemiecki || Roland Pitt || „Cartagena” ||align=center| 7 ||align=center| 48
|-
| 19 ||  NRD || niemiecki || Jessy Rameik || „Lied vom Abschied” ||align=center| 8 ||align=center| 44
|-
| 20 ||  Holandia || niderlandzki || Shirley || „Draam an zee” ||align=center| 14 ||align=center| 26
|-
| 21 ||  Szwajcaria || francuski || Anne Sylvestre || „T’en souviens tu, la Seine?” ||align=center| 4 ||align=center| 66
|-
| 22 ||  Stany Zjednoczone || angielski || Joan Toliver || „Flowers” ||align=center| 19 ||align=center| 15
|-
| 23 ||  Izrael || hebrajski || Yaffa Yarkoni || „Perach” ||align=center| 18 ||align=center| 16
|}

### Tabela punktacyjna finału międzynarodowego
|                                                            |                   | Głosy w finale |           |        |          |     |                                               |          |         |     |        |        |        |        |         |          |            |       |        |        |         |    |    |
| Suma punktów                                               | Szwajcaria        | Polska         | Finlandia | Belgia | Bułgaria | RFN | Związek Socjalistycznych Republik Radzieckich | Holandia | Rumunia | NRD | Kanada | Włochy | Grecja | Czechy | Austria | Norwegia | Jugosławia | Węgry | Monako | Izrael | Francja |    |    |
| Uczestnicy konkursu                                        | Meksyk            | 5              | –         | –      | –        | –   | –                                             | –        | –       | –   | –      | 3      | –      | –      | –       | –        | 2          | –     | –      | –      | –       | –  | –  |
| Uczestnicy konkursu                                        | Włochy            | 23             | 5         | –      | –        | –   | 1                                             | –        | –       | –   | –      | –      | –      | 12     | –       | –        | –          | –     | –      | –      | 5       | –  | –  |
| Uczestnicy konkursu                                        | Monako            | 29             | –         | –      | –        | –   | –                                             | –        | –       | –   | –      | –      | –      | –      | –       | –        | –          | –     | 2      | –      | 12      | 3  | 12 |
| Uczestnicy konkursu                                        | Belgia            | 37             | 6         | –      | –        | 12  | –                                             | 2        | –       | 6   | –      | 3      | 6      | –      | –       | –        | –          | –     | –      | –      | 2       | –  | –  |
| Uczestnicy konkursu                                        | Wielka Brytania   | 12             | –         | 1      | 4        | –   | –                                             | –        | –       | –   | –      | –      | 1      | –      | –       | –        | –          | –     | –      | 1      | –       | –  | 5  |
| Uczestnicy konkursu                                        | Grecja            | 214            | 10        | 10     | 10       | 10  | 10                                            | 10       | 10      | 10  | 10     | 10     | 10     | 10     | 12      | 10       | 10         | 10    | 10     | 12     | 10      | 10 | 10 |
| Uczestnicy konkursu                                        | Rumunia           | 38             | –         | –      | –        | –   | 5                                             | –        | 4       | –   | 12     | –      | –      | –      | 5       | –        | 1          | –     | 5      | –      | 6       | –  | –  |
| Uczestnicy konkursu                                        | Dominikana        | 21             | –         | –      | –        | 3   | –                                             | 1        | –       | –   | –      | –      | 2      | 5      | –       | –        | –          | 4     | –      | –      | –       | –  | 6  |
| Uczestnicy konkursu                                        | Polska            | 140            | 7         | 12     | 7        | 7   | 7                                             | 7        | 7       | 7   | 7      | 7      | 8      | 7      | 8       | 7        | 7          | 7     | 7      | 8      | 7       | 7  | 7  |
| Uczestnicy konkursu                                        | Czechosłowacja    | 43             | 1         | 6      | –        | –   | 2                                             | –        | 5       | –   | 3      | –      | –      | –      | 4       | 12       | –          | –     | 4      | 6      | –       | –  | –  |
| Uczestnicy konkursu                                        | Finlandia         | 15             | –         | 3      | 12       | –   | –                                             | –        | –       | –   | –      | –      | –      | –      | –       | –        | –          | –     | –      | –      | –       | –  | –  |
| Uczestnicy konkursu                                        | Jugosławia        | 42             | –         | –      | –        | –   | 4                                             | –        | 2       | –   | 6      | –      | –      | 3      | 7       | 2        | –          | –     | 12     | 5      | –       | 1  | –  |
| Uczestnicy konkursu                                        | Kanada            | 176            | 8         | 8      | 8        | 8   | 8                                             | 8        | 8       | 8   | 8      | 8      | 12     | 8      | 10      | 8        | 8          | 8     | 8      | 10     | 8       | 8  | 8  |
| Uczestnicy konkursu                                        | ZSRR              | 54             | –         | 7      | 5        | –   | 3                                             | –        | 12      | –   | 4      | –      | –      | –      | –       | 4        | –          | 6     | 3      | 4      | –       | 2  | 4  |
| Uczestnicy konkursu                                        | RFN               | 49             | 3         | –      | 2        | 1   | –                                             | 12       | –       | 5   | –      | 6      | –      | 2      | 2       | 5        | 6          | –     | –      | –      | –       | 5  | –  |
| Uczestnicy konkursu                                        | Norwegia          | 25             | –         | 4      | 6        | –   | –                                             | –        | –       | 2   | –      | 1      | –      | –      | –       | –        | –          | 12    | –      | –      | –       | –  | –  |
| Uczestnicy konkursu                                        | Bułgaria          | 26             | –         | –      | –        | –   | 12                                            | –        | 3       | –   | 5      | –      | –      | –      | –       | –        | –          | –     | 6      | –      | –       | –  | –  |
| Uczestnicy konkursu                                        | Austria           | 48             | 4         | –      | –        | –   | –                                             | 5        | –       | –   | 2      | 5      | –      | 4      | –       | 3        | 12         | 1     | 1      | 7      | –       | 4  | –  |
| Uczestnicy konkursu                                        | NRD               | 44             | 2         | 5      | 1        | 2   | –                                             | 6        | –       | 4   | 1      | 12     | –      | 1      | 1       | 1        | 3          | –     | 2      | 3      | –       | –  | –  |
| Uczestnicy konkursu                                        | Holandia          | 26             | –         | –      | –        | 6   | –                                             | –        | –       | 12  | –      | 2      | 5      | –      | –       | –        | –          | –     | –      | –      | 1       | –  | –  |
| Uczestnicy konkursu                                        | Szwajcaria        | 66             | 12        | –      | –        | 4   | 6                                             | 4        | –       | –   | –      | 4      | 7      | 6      | 6       | 6        | 5          | –     | –      | –      | 4       | –  | 2  |
| Uczestnicy konkursu                                        | Stany Zjednoczone | 15             | –         | 2      | 3        | –   | –                                             | –        | –       | –   | –      | –      | 4      | –      | –       | –        | 3          | –     | –      | –      | –       | –  | 3  |
| Uczestnicy konkursu                                        | Izrael            | 16             | –         | –      | –        | –   | –                                             | –        | –       | –   | –      | –      | –      | –      | –       | –        | –          | –     | –      | –      | 3       | 12 | 1  |
| Kraje w tabeli są uporządkowane w kolejności występowania. |                   |                |           |        |          |     |                                               |          |         |     |        |        |        |        |         |          |            |       |        |        |         |    |    |

### Finał polski
Finał polski odbył się 13 sierpnia 1964 roku, wystąpili w nim wówczas reprezentanci dwudziestu trzech krajów. Wyróżnienie zdobyli zdobywcy pierwszych trzech miejsc, a nagrody przyznano w kategorii Nagroda za interpretację. Pierwszą nagrodę odebrała reprezentant Meksyku Alejandro Algara za wykonanie utworu „Złota przystań” autorstwa Romualda Żylińskiego i Jadwigi Dumnickiej po przetłumaczeniu przez Miguela Pousa.
|    | Kraj              | Język  | Wykonawca            | Tytuł                           | Miejsce | Punkty |
| -- | ----------------- | ------ | -------------------- | ------------------------------- | ------- | ------ |
| 1  | Meksyk            | polski | Alejandro Alagara    | „Złota przystań”                | 1       | 24     |
| 2  | Włochy            | polski | Elsa Bertuzzi        | „Dobra jest noc”                | –       | –      |
| 3  | Monako            | polski | Frida Boccara        | „Odejdź smutku”                 | 7       | 8      |
| 4  | Kuba              | polski | Esther Borja         | „Nim przyjdzie sen”             | –       | –      |
| 5  | Belgia            | polski | Lily Castel          | „Deszczowy koncert”             | 2       | 20     |
| 6  | Wielka Brytania   | polski | Johnny Christian     | „Bez ciebie mi źle”             | 3       | 16     |
| 7  | Grecja            | polski | Nandia Konstandopulu | „To nie ja”                     | 4       | 14     |
| 8  | Rumunia           | polski | Constantin Draghici  | „Śnimy się sobie co noc”        | –       | –      |
| 9  | Dominikana        | polski | Alvarah Gomez        | „Szesnaście lat”                | –       | –      |
| 10 | Czechosłowacja    | polski | Karel Gott           | „Kot Teofil”                    | 3       | 16     |
| 11 | Finlandia         | polski | Laila Halme          | „Piosenka prawdę ci powie”      | –       | –      |
| 12 | Jugosławia        | polski | Dušan Jakšić         | „To nie ja”                     | –       | –      |
| 13 | Kanada            | polski | Pauline Julien       | „Ożeń się Johnny”               | 5       | 12     |
| 14 | ZSRR              | polski | Iosif Kobzon         | „To nie ja”                     | 8       | 6      |
| 15 | RFN               | polski | René Kollo           | „Jutro będzie dobry dzień”      | –       | –      |
| 16 | Norwegia          | polski | Bärbel Luni          | „Baloniki”                      | –       | –      |
| 17 | Bułgaria          | polski | Margaretta Nikołowa  | „Wszystko się liczy od ciebie”  | 3       | 16     |
| 18 | Austria           | polski | Roland Pitt          | „Baloniki”                      | –       | –      |
| 19 | NRD               | polski | Jessy Rameik         | „Jak ty nic nie rozumiesz”      | –       | –      |
| 20 | Holandia          | polski | Shirley              | „Czy ta pani tańczy twista?”    | 6       | 10     |
| 21 | Szwajcaria        | polski | Anne Sylvestre       | „Kochankowie z ulicy Kamiennej” | 6       | 10     |
| 22 | Stany Zjednoczone | polski | Joan Toliver         | „Odejdź smutku”                 | 2       | 20     |
| 23 | Izrael            | polski | Yaffa Yarkoni        | „Zwykła rzecz”                  | –       | –      |

## KoncertPiosenka nie zna granic
- Alejandro Alagara – „What Kind of Fool Am I” (A. Newley, R. Bricusse)
- Bronisława Baranowska – „Kirasjerzy” (T. Dobrzański, T. Śliwiak)
- Elsa Bertuzzi – „Finche sara sara” (N. Ravasini, G. Calabresse)
- Frida Boccara – „Moon” (P. Gosser, H. Lorenc)
- Esther Borja – „Amada sombra” (U. Montiel, U. Montiel)
- Lily Castel – „Love For Sale” (C. Porter, B. Coureyr)
- Johnny Christian – „Teach Me Tonight” (S. Zahn, G. de Paul)
- Nandia Konstandopulu – „Ou allez-vous monsieur” (T. Morakis, N. Konstantopulu)
- Constantin Draghici – „Amour, mon amour my love” (G. Malgoni – Pinchi, B. Fallesi)
- Karel Gott – „Old Lucky Sun” (D. Gilespie, Smith)
- Laila Halme – „Whisper Not” (B. Golson, N. Johansson)
- Dusan Jaksić – „Amico” (Hilliard, D. Bachrach)
- Pauline Julien – „Chanson de Barbara” (K. Veil, B. Brecht)
- Josif Kobzon – „Dziewuszki tancujut na pałubie” (A. Pachmutowa, S. Griebiennikow – N. Dobronrawow)
- René Kollo – „Ebb Tide” (R. Maxwell, T. Robbins)
- Bärbel Luni – „Goody Goody” (M. Malneck, I. Mercer)
- Margaretta Nicolova – „Piesnia o arlekinie” (Ziro)
- Roland Pitt – „Blumenfest in Taormina” (O. Barsan – O. Toldi, L. Parthe)
- Jessy Rameik – „Das Lied von den Rosen und Träumen” (W. Schöne, J. Hamburger)
- Shirley – „Bitte geh” (G. Mira)
- Katarzyna Sobczyk – „Biedroneczki są w kropeczki” (A. Markiewicz – A. Feill, A. Tur)
- Anne Sylvestre – „La femme du vent” (A. Sylvestre, A. Sylvestre)

## Jury
- Finlandia: Heikki Annala
- RFN: Günter Krenz
- Izrael: Shabtai Petrushka
- Holandia: Hubert Jacobse
- Norwegia: Gunnar Eide
- ZSRR: Borys Tierientiew
- Polska: Artur Międzyrzecki, Witold Filler, Krzysztof Komeda, Lech Terpiłowski, Szymon Zakrzewski, Wojciech Matlakiewicz i Mirosław Dąbrowski
- Rumunia: Radu Şerban
- Monako: Marcel Primault
- Grecja: Takis Morakis
- Czechosłowacja: Miroslav Ducháč
- Włochy: Nino Ravasini
- Francja: Pierre Gabaye
- Szwajcaria: Louis Rey (przewodniczący)
- Węgry: Zdenkó Tamássy
- Austria: Leo Parthe
- Bułgaria: Miłczo Lewiew
- Kanada: Laurier Hebert
- NRD: Martin Hattwig
- Jugosławia: Milenko Pečnik
- Belgia: Paul van Dessel